# Zhang Xizhe
Zhang Xizhe (en chino tradicional, 張稀哲; en chino simplificado, 张稀哲; pinyin, Zhāng Xīzhé; Wuhan, Hubei, 23 de enero de 1991) es un futbolista chino. Juega en la posición de centrocampista en el Beijing Guoan de la Superliga de China.

## Trayectoria
Comenzó su carrera en el fútbol en el Beijing Guoan en la temporada 2009, haciendo su debut el 30 de agosto de 2009 en un empate 1-1 contra el Shandong Taishan. En la siguiente temporada, en un intento por ganar más tiempo de juego , Zhang fue cedido al Beijing Guoan Talent. Hizo su debut y anotó su primer gol para el club el 12 de marzo de 2010 en una victoria 3-1 contra el Geylang United. Volvió al Beijing Guoan en julio de 2010 y anotó su primer gol para el club el 22 de agosto de 2010 en un empate 2-2 contra Henan Jianye. Fue galardonado por la ACF jugador joven del Año en la temporada 2012 . La temporada de 2013 fue una gran temporada de Zhang para en el Beijing, marcando once goles y doce asistencias en treinta partidos de liga.
El 16 de diciembre de 2014, Zhang es transferido al Wolfsburgo después de otra temporada exitosa en el Beijing Guoan. Zhang hizo su debut no oficial con el Wolfsburg en un partido amistoso de entrenamiento por el paro invernal el 14 de enero de 2015 donde salió de la banca para ayudar en el segundo gol de Bas Dost en la victoria por 4-1 ante el Ajax de Ciudad del Cabo. A pesar de que fue convocado al primer equipo en varios partidos, Zhang no pudo hacer una sola aparición oficial con el Wolfsburgo durante su tiempo con el club.
El 15 de julio de 2015, Zhang regresó a China al Beijing Guoan después de sólo seis meses con el Wolsburgo. Hizo su debut en el regreso con el club el 20 de julio de 2015, en un empate 0-0 contra el Shanghái Port. Anotó su primer gol desde su regreso el 20 de septiembre de 2015 en la victoria por 1-0 contra el Jiangsu Sainty.

### Selección nacional
Zhang fue llamado a la selección sub-20 del equipo nacional en 2009 y participó en el Campeonato Asiático Sub-19 de la fase de clasificación del Campeonato 2010, donde marcó dos goles en cinco partidos. En el Campeonato Sub-19 AFC 2010, jugó en cada partido donde perdió en los cuartos de final del torneo. El 29 de marzo de 2011, el entrenador Gao Hongbo decidió hacer debutar a Xizhe en el empate 2-2 contra Costa Rica en un equipo experimental que también vio en su alineación a Lang Zhang, Jin Jingdao, Lü Peng, Ma Chong Chong y Ye Weichao hacer sus primeras apariciones . Anotó su primer gol con la selección el 6 de septiembre de 2013 en una victoria 6-1 contra Singapur. El 5 de marzo de 2014, Zhang marcó de penalti en el partido final de la Copa Asiática 2015 con marcador 3-1 contra Irak que aseguró que China avance a la Copa Asiática 2015 como el mejor tercer clasificado, superando a Líbano por diferencia de goles.

## Estadísticas
| Club performance | Club performance     | Club performance     | Liga | Liga  | Copa | Copa  | Copa de Liga    | Copa de Liga    | Continental | Continental | Total | Total |
| Season           | Club                 | League               | Apps | Goles | Apps | Goles | Apps            | Goles           | Apps        | Goles       | Apps  | Goles |
| China            | China                | China                | Liga | Liga  | Copa | Copa  | Supercopa       | Supercopa       | Asia        | Asia        | Total | Total |
| ---------------- | -------------------- | -------------------- | ---- | ----- | ---- | ----- | --------------- | --------------- | ----------- | ----------- | ----- | ----- |
| 2009             | Beijing Guoan        | Superliga de China   | 1    | 0     | -    | -     | -               | -               | 0           | 0           | 1     | 0     |
| Singapur         | Singapur             | Singapur             | Liga | Liga  | Copa | Copa  | Copa de la Liga | Copa de la Liga | Asia        | Asia        | Total | Total |
| 2010             | Beijing Guoan Talent | S. League            | 5    | 2     | 0    | 0     | 0               | 0               | -           | -           | 5     | 2     |
| China            | China                | China                | Liga | Liga  | Copa | Copa  | Supercopa       | Supercopa       | Asia        | Asia        | Total | Total |
| 2010             | Beijing Guoan        | Superliga de China   | 8    | 2     | -    | -     | -               | -               | -           | -           | 8     | 2     |
| 2011             | Beijing Guoan        | Superliga de China   | 28   | 1     | 4    | 1     | -               | -               | -           | -           | 32    | 2     |
| 2012             | Beijing Guoan        | Superliga de China   | 25   | 4     | 2    | 0     | -               | -               | 5           | 1           | 32    | 5     |
| 2013             | Beijing Guoan        | Superliga de China   | 30   | 11    | 3    | 1     | -               | -               | 8           | 0           | 41    | 12    |
| 2014             | Beijing Guoan        | Superliga de China   | 29   | 6     | 3    | 1     | -               | -               | 7           | 0           | 39    | 7     |
| Alemania         | Alemania             | Alemania             | Liga | Liga  | Copa | Copa  | Supercopa       | Supercopa       | Europa      | Europa      | Total | Total |
| 2015             | VfL Wolfsburgo       | Bundesliga           | 0    | 0     | 0    | 0     | -               | -               | 0           | 0           | 0     | 0     |
| China PR         | China PR             | China PR             | Liga | Liga  | Copa | Copa  | Supercopa       | Supercopa       | Asia        | Asia        | Total | Total |
| 2015             | Beijing Guoan        | Chinese Super League | 11   | 1     | 0    | 0     | -               | -               | -           | -           | 11    | 1     |
| 2016             | Beijing Guoan        | Chinese Super League | 2    | 0     | 0    | 0     | -               | -               | -           | -           | 2     | 0     |
| Total            | China                | China                | 134  | 25    | 12   | 3     | 0               | 0               | 20          | 1           | 166   | 29    |
| Total            | Singapur             | Singapur             | 5    | 2     | 0    | 0     | 0               | 0               | 0           | 0           | 5     | 2     |
| Total            | Alemania             | Alemania             | 0    | 0     | 0    | 0     | 0               | 0               | 0           | 0           | 0     | 0     |
| Total carrera    | Total carrera        | Total carrera        | 139  | 27    | 12   | 3     | 0               | 0               | 20          | 1           | 171   | 31    |

### Goles internacionales
| # | Fecha                   | Lugar                                            | Oponente  | Gol  | Resultado | Competición                                   |
| - | ----------------------- | ------------------------------------------------ | --------- | ---- | --------- | --------------------------------------------- |
| 1 | 6 de septiembre de 2013 | Estadio Olímpico de Tianjin, Tianjin, China      | Singapur  | 3-1  | 6-1       | Amistoso                                      |
| 2 | 5 de marzo de 2014      | Estadio Sharjah, Sharjah, Emiratos Árabes Unidos | Irak      | 1-3  | 1-3       | Clasificación para la Copa Asiática 2015      |
| 3 | 12 de noviembre de 2015 | Estadio Helong, Changsha, China                  | Bután     | 12-0 | 12-0      | Clasificación para la Copa Mundial de 2018    |
| 4 | 7 de junio de 2017      | Estadio Tianhe, Cantón, China                    | Filipinas | 6-1  | 8-1       | Amistoso                                      |
| 5 | 7 de junio de 2019      | Estadio Tianhe, Cantón, China                    | Filipinas | 2-0  | 2-0       | Amistoso                                      |
| 6 | 18 de diciembre de 2019 | Estadio Asiad de Busan, Busan, Corea del Sur     | Hong Kong | 2-0  | 2-0       | Campeonato de Fútbol de Asia Oriental de 2019 |
| 7 | 15 de junio de 2021     | Estadio Sharjah, Sharjah, Emiratos Árabes Unidos | Siria     | 1-0  | 3-1       | Clasificación para la Copa Mundial de 2022    |

## Palmarés
| Título             | Club           | País     | Año  |
| ------------------ | -------------- | -------- | ---- |
| Superliga de China | Beijing Guoan  | China    | 2009 |
| DFB-Pokal          | VfL Wolfsburgo | Alemania | 2015 |
| Copa FA de China   | Beijing Guoan  | China    | 2018 |